# 三壇大戒
三坛大戒（又称三堂大戒）又有佛教与道教之分，二者之间的联系相对来说是紧密的，三坛戒律制度是在佛教、道教、儒道三者融合的阶段内相互的学习与融合中上生的，所以其制度上是相似的。

## 佛教
三坛戒律主要流行于汉传佛教及通过汉传佛教扩散的区域如朝鲜半岛及日本。
三壇大戒，依照佛門資料所述，分初壇正授、二壇正授、三壇正授三階段。初壇授沙彌戒、沙彌尼戒，二壇授比丘戒、比丘尼戒，三壇授出家菩薩戒。依據漢傳佛教戒之傳承習慣，有意出家者必須受此三壇大戒，始為合格之大乘出家人。傳戒日期約三十日至四十日。比丘受具足戒，需三師七證共十師；其中，得戒和尚一人、羯磨阿闍黎一人、教授阿闍黎一人，是為三師和尚，另有尊證阿闍黎七人，總稱三師七證，或作十師、十僧。

## 道教
道教三坛大戒为全真教派的戒律，亦如佛教一般受戒都在受戒后将会得到相应的宗教身份。
全真三坛戒分为：初真戒、中极戒、天仙戒。

## 外部連結
- 中台禪寺：如來三壇大戒（页面存档备份，存于）
- 道教之音：道教主要戒律（页面存档备份，存于）